# NGC 2669
NGC 2669 (другие обозначения — OCL 768, ESO 165-SC5) — рассеянное скопление в созвездии Парусов. Открыто Джоном Гершелем в 1834 году, но, возможно, скопление наблюдал ещё Ас-Суфи в 964 году.
Скопление расположено на 6° ниже плоскости диска галактики. Его возраст составляет около 100 миллионов лет, а металличность ― −0,2. Величина межзвёздного покраснения для скопления в цвете B−V составляет 0,17m.
Этот объект входит в число перечисленных в оригинальной редакции «Нового общего каталога».